# 장세정
장세정(張世貞, 일본식 이름: 張田世貞, 1921년 5월 28일 ~ 2003년 2월 16일)은 일제강점기의 트로트 가수이다.

## 생애
평안남도 평양(平壤: 현 평양직할시)에서 출생하여 생후 두 달 만에 어머니를 잃었고 아버지는 만주에서 독립단에 들어가서 조부모 슬하에서 자랐다. 평양 화신백화점의 악기점에서 근무하던 중, 만 15세 무렵이던 1936년에 평양방송국 개국 기념 가요콩쿠르에서 1등을 차지한 것을 계기로 오케레코드의 이철에게 발탁되어 가수가 되었다.
오케레코드에서는 '평양이 낳은 가희(歌姬)'로 홍보하며 장세정을 데뷔시켰는데, 1937년 초에 발표한 박영호 작사, 김해송 작곡의 〈연락선은 떠난다〉가 대히트를 기록하면서 화려하게 데뷔했다. 항구에서의 이별을 다룬 이 노래에는 일제 강점기의 민족적 한이 표출되어 크게 사랑받았다는 평이 있다.
가볍지 않고 중후한 듯하면서도 시원함이 느껴지는 장세정의 창법에는 '청초한 색기'로 불리는 묘한 매력이 있었고, 1930년대 후반부터 1940년대까지 최고 인기 가수의 한 사람이자 오케레코드의 간판 스타로서 많은 노래를 유행시켰다. 대표곡으로는 데뷔곡인 〈연락선은 떠난다〉 외에 김정구와 함께 부른 만요 〈만약에 백만원이 생긴다면은〉을 비롯하여, 〈아시나요〉, 〈처녀야곡〉, 〈불망의 글자〉, 〈토라진 눈물〉, 〈항구의 무명초〉, 〈잘 있거라 단발령〉, 〈역마차〉 등이 있다.
장세정이 데뷔한 1937년은 중일 전쟁이 발발한 해였다. 이후 차츰 전쟁이 확대되면서 가수들은 군국가요 보급에 동원되었다.〈역마차〉로 최고의 인기를 누리고 있던 장세정도 번안곡인 〈지원병의 어머니〉, 동명의 군국영화 주제곡인 〈그대와 나〉를 포함해 여러 편의 친일가요를 오케레코드사를 통해 발표했다. 2008년 발표된 민족문제연구소의 친일인명사전 수록예정자 명단 음악 분야에 선정되어 있다.
일제 강점기의 여자 가수로는 〈목포의 눈물〉의 이난영과 쌍벽을 이룬다는 평이 있을 만큼 꾸준한 인기를 유지했다. 이난영이 데뷔한 뒤 등장한 장세정은 이난영이 확립한 창법을 이어받는 가운데 비성의 꾸밈음을 더하는 등 좀 더 화려한 기교를 추가하였다.
광복 후에는 김해송이 조직한 KPK악극단에서 악극 배우로 활동했고, 1948년 봄에 조명암과 김해송 콤비가 해방의 기쁨을 표현해 만든 〈울어라 은방울〉을 불러 히트시켰다. 이 노래는 장세정 불후의 명곡이라는 평이 있을 만큼 높이 평가받는다. 한국 전쟁 때는 대구로 피난을 내려와 오리엔트레코드에서 〈고향초〉, 〈즐거운 목장〉, 〈샨프란시스코〉 등의 노래가 담긴 음반을 발매했다. 〈고향초〉는 본래 송민도의 노래였으나 장세정이 재취입해 널리 알려졌다.
그러나 한국 전쟁 이후 장세정의 활동은 크게 위축되었다. 장세정의 노래 중에는 월북 작사가인 조명암과 박영호의 작품이 많았고, 김해송 역시 전쟁 중 행방불명되어 월북했다는 소문이 나돌았기 때문이다. 월북 작가의 노래는 금지곡이 되거나, 작가의 이름을 바꾸고 가사도 고쳐서 편법으로 불러야 했다.
말년에는 미국으로 이민하여 1978년에 로스앤젤레스에서 은퇴공연을 갖고 2003년에 사망할 때까지 거주했다. 묘소는 미국 할리우드 포레스트 론(Hollywood Forest Lawn) 공원묘지이다.
1988년 가요무대가 로스엔젤레스 교포 위문 공연 특집 당시 특별출연 하기도 하였다.

## 참고자료
- 이동순 (2007년 11월 15일). “[이동순의 가요이야기 .18] 관부연락선의 비애를 노래한 장세정”. 영남일보. 2008년 3월 13일에 확인함.[깨진 링크(과거 내용 찾기)]
- 강옥희,이영미,이순진,이승희 (2006년 12월 15일). 《식민지시대 대중예술인 사전》. 서울: 소도. 306~307쪽쪽. ISBN 9788990626264.